# 新卡伦
新卡伦（德語：Neukalen）是德国梅克伦堡-前波美拉尼亚州的市镇，隶属于梅克伦堡湖区县。总面积为47.97平方千米，截至2023年12月31日总人口为1,753人。